# Maacala
Maacala (em sânscrito: महाकाल; romaniz.: Mahākāla) é uma divindade comum ao hinduísmo, budismo e siquismo. No hinduísmo é mais conhecido como Kala Bhairava ou Kalabhairava, . Em tibetano é geralmente chamado Nag po chen ou Gonpo (Wylie: mgon po). Em chinês é conhecido por Dàhēitiān (大黑天) e em japonês por Daikokuten (大黒天). No siquismo é chamado Kal e é o governador de Maya.
No hinduísmo, Maacala é uma forma de Xiva, consorte da deusa Cali e aparece de forma mais proeminente na seita Kalikula do shaktismo. No budismo Vajrayana, Maacala é um dharmapala (divindade protetora) e aparece principalmente na maior parte das tradições tibetanas, no tangmi (budismo esotérico chinês) e na escola budista japonesa Shingon. Em algumas tradições tibetanas, Maacala tem 75 formas diferentes, sendo uma delas Citipati.

## Descrição
Mahākāla é um bahuvrihi sânscrito composto por mahā (महत्; "grande") e kāla (काल; "tempo" ou "morte"), que significa "além do tempo" ou "morte". Embora a tradução literal em tibetano seja Nagpo Chenpo (ནག་པོ་ཆེན་པོ།; transliteração Wylie: gnag po chen po), os tibetanos usam regularmente a designação Gonpo (mgon po), que é a tradução da palavra sânscrita Nāth, que significa "senhor" ou "protetor", o que, paradoxalmente ao seu aspeto colérico, sugere que é uma divindade pacífica.

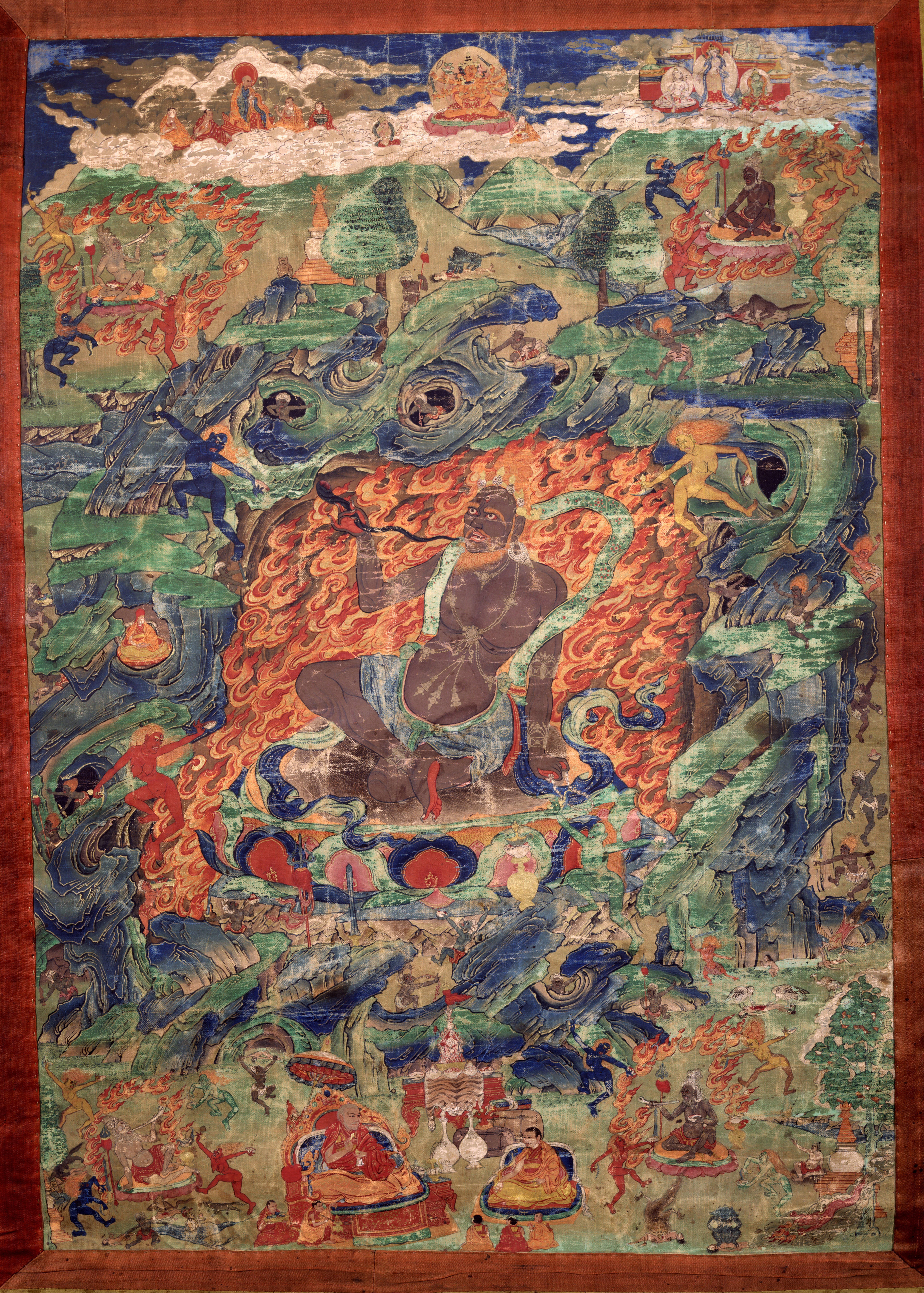
Pintura de tibetana do século XVII com Maacala representado como Bramã

Segundo o Shaktisamgama Tantra, o esposo de Cali é extremamente aterrador e vive no meio de oito   áreas de cremação. Maacala tem quatro braços, três olhos e o brilho de dez milhões de "fogos negros de dissolução". É geralmente representado sentado em cima de cinco cadáveres, segurando nas mãos um tridente, um tambor, uma espada e uma gadanha. É adornado com oito caveiras e cinzas de cremação e está rodeado de numerosos chacais e abutres que gritam. Tem ao seu lado a sua consorte Cali e ambos representam o fluxo do tempo.
Tanto Maacala como Cali/Maacali representa o derradeiro poder destrutivo de Bramã e não estão sujeitos a quaisquer regras ou regulamentos. Têm o poder de dissolver até o tempo e o espaço neles próprios e existem como vazio na dissolução do universo. São responsáveis pela dissolução do universo no fim da era de Kalpa. São também responsáveis pela aniquilação de grandes males e grandes demónios quando outros deuses, devas e até Trimúrtis não o conseguem fazer. Maacala e Cali aniquilam homens, mulheres, crianças, animais, o mundo e todo o universo sem misericórdia porque eles são Kala ("tempo") na forma personificada e o tempo não está obrigado a nada nem mostra misericórdia nem espera por ninguém ou o que quer que seja.
Maacala é geralmente de cor negra. Da mesma forma que todas as cores são absorvidas e dissolvidas em negro, todos os nomes e formas se fundem em Maacala, simbolizando a sua natureza que tudo abrange. O negro pode também representar a ausência total de cor e, mais uma vez, isto simboliza a natureza de Maacala como a realidade derradeira ou absoluta. Este princípio é conhecido em sânscrito como nirguna, que está para além de qualquer qualidade ou forma e é tipificado por ambas as interpretações.
Todas as escolas do budismo tibetano mencionam Maacala. Ele é representado de formas muito variadas, cada uma delas com qualidades e aspetos distintamente diferentes. É também visto como uma emanação de diferentes seres em diversos contextos, nomeadamente Avalokiteśvara (em tibetano: Wylie: spyan ras gzigs) ou Cakrasaṃvara (’khor lo bde mchog). É quase sempre representado com uma coroa de cinca caveiras, que representam a transmutação dos cinco kleśās (aflições negativas) nas cinco saberes.
A variação mais notável das manifestações e representações de Maacala é o número de braços, mas outros detalhes também podem variar. Por exemplo, em alguns casos há Maacalas brancos, com múltiplas cabeças, sem genitais, em pé sobre várias coisas, segurando diversos objetos, com adornos alternativos, etc.

## Manifestações no budismo tibetano

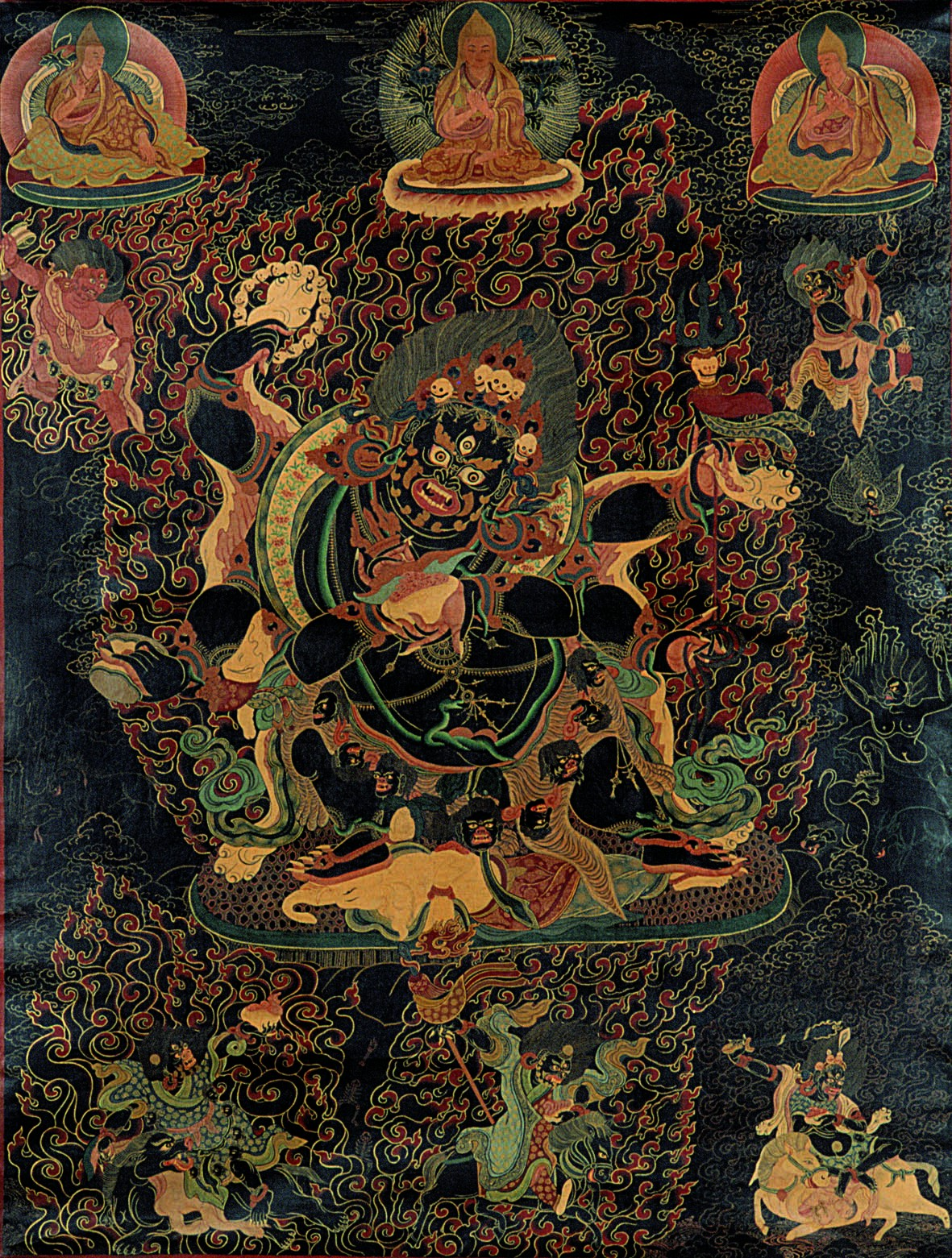
Maacala com seis braços numa pintura do Tibete Central do século XVII

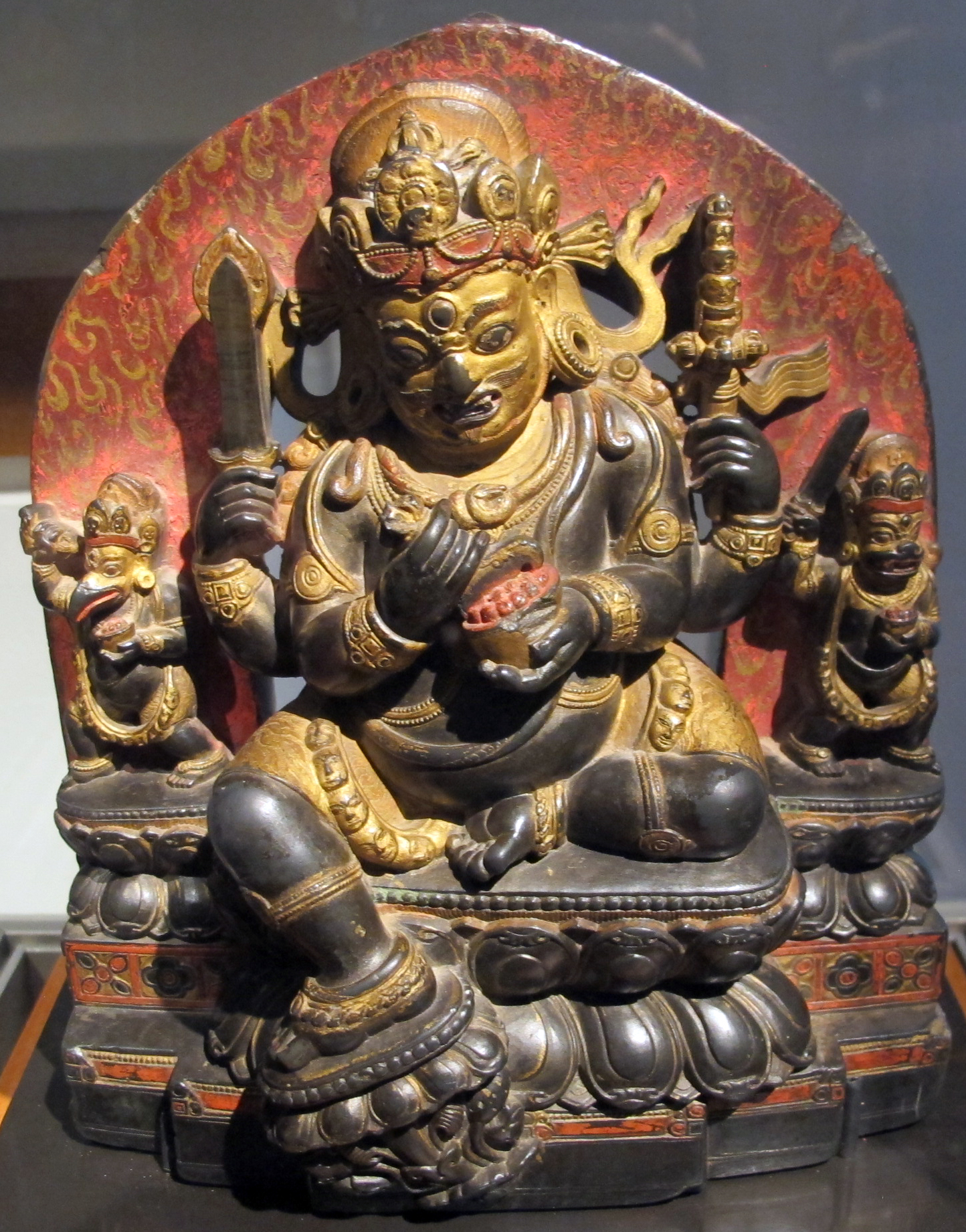
Estátua tibetana de Maacala com quatro braços braços do século XII

### Maacala com seis braços
Nyingshuk ou mgon po phyag drug pa, o Maacala com seis braços, é originário de Khyungpo Nenjor, o fundador da linhagem   Shangpa Kagyu e espalhou-se por todas as outras grandes linhagens — Sakya, Nyingma e Gelug — bem como a várias outras linhagens   Kagyu. Há também várias linhagens terma com várias formas de Maacalas com seis braços. O Maacala de seis braços Ṣadbhūjasītamahākāla (Wylie: mgon po yid bzhin nor bu) é popular entre os Gelugpas mongóis. Apesar de ter tido origem nos Shangpa Kagyu, Nyingshuk não é o principal protetor dessa linhagem.

### Maacala com quatro braços
Várias formas de Maacalas com quatro braços (Chaturbhūjamahākāla; Wylie: mgon po phyag bzhi pa) são os principais protetores das linhagens Karma Kagyu, Drikung Kagyu e Drukpa do budismo tibetano. Na escola Nyingma também se encontram Maacalas de quatro braços, apesar do principal protetor dos ensinamentos Dzogchen (em sânscrito: Mahasandhi) ser Ekajati (Tara Azul).

### Maacala com dois braços
A "Maacala de capa negra" com dois braços (Wylie: mgon po ber nag chen) é um dos protetores da escola Karma Kagyu, que enverga o manto negro dum "bruxo māntrika". A sua imagem deriva de termas da escola Nyingma e foi adotada pela Karma Kagyu durante o tempo de Karma Pakshi, 2.º Lama Karmapa (1204–1283). Usualmente é representado com a sua consorte, Rangjung Gyalmo. Embora seja comum pensar-se que é o principal protetor dos Karma Kagyupa, na realidade ele é o principal protetor especificamente dos Karmapas.
Pañjaranātha Mahākāla, Senhor da Tenda, é uma emanação de Manjusri e é o protetor da escola Sakya.

## No hinduísmo

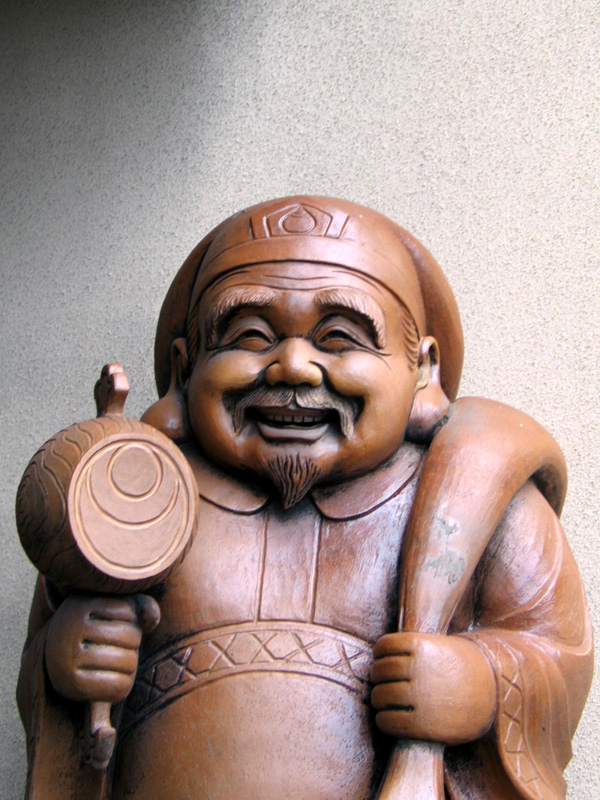
Estáua de Daikoku, a forma japonesa de Maacala

No hinduísmo, Maacala é também conhecido como Kala Bhairava ou Mahakala Bhairava e refere-se à última forma de Xiva, pois é o destruidor de todos os elementos. Não há nada para além dele, nenhum elemento, nenhuma dimensão, nem sequer tempo. É por isso que ele é maha (maior) kall (tempo). Kaal é também o tempo da morte, pelo que pode também ser que traz a maior morte, a morte de tudo o que existe. Em algumas regiões de Orissa, Jharkhand e Dooars os elefantes selvagens são adorados como Maacala.
Maacala é o nome de Paramashiva, a derradeira forma de divindade, o que é mencionado várias vezes por Calidasa. O principal templo dedicado a Maacala, o Mahakaleshwar Jyotirlinga — situa-se em Ujaim, Madia Pradexe. Maacala é também o nome do criado de Xiva (em sânscrito: gana), juntamente com Nandi, a montada de Xiva, pelo que é frequentemente representado na parte exterior da principal entrada dos templos hindus mais antigos.

## No Japão
No Japão Maacala é conhecido como Daikokuten (大黒天) ou simplesmente Daikoku e é reverenciado como uma importante divindade doméstica, pois é um dos sete deuses da sorte do folclore japonês. Os japoneses usam o símbolo de Maacala como monograma. Os peregrinos que sobrem ao monte Ontake usam tradicionalmente cachecóis brancos de tenugui com a sílaba raiz sânscrita de Mahākāla.
Daikokuten é considerado o deus da riqueza ou do lar, especialmente da cozinha. É reconhecível pela sua grande face sorridente e um chapéu plano preto, o que contrasta imenso com a imagem aterradora que se vê na arte tibetana. No Japão ele é retratado segurando uma marreta dourada, conhecida como a marreta do dinheiro mágico, e sentado em fardos de arroz com ratos perto dele (os ratos significam comida abundante).

### Usada no texto
- Bowker, John (2000), «Nirguṇa-Brahman», The Concise Oxford Dictionary of World Religions, Oxford University Press, doi:10.1093/acref/9780192800947.001.0001

- Mookerjee, Ajit (1988), Kali: The Feminine Force (em inglês), Nova Iorque: Destiny

- Johnson, W. J (2009), «A Dictionary of Hinduism», Oxford Reference, ISBN 9780198610250, Oxford University Press

- Saxena, Neela Bhattacharya (2011), «Gynocentric Thealogy of Tantric Hinduism: A Meditation Upon the Devi», Oxford Reference, Oxford: Oxford University Press, doi:10.1093/oxfordhb/9780199273881.003.0006

- Snyder, William H. (2001), Time, Being, and Soul in the Oldest Sanskrit Sources, ISBN 9781586840723, Global Academic Publishing

### Complementar
- Gimm, Martin (2000–2001), «Zum mongolischen Mahākāla-Kult und zum Beginn der Qing-Dynastie—die Inschrift Shisheng beiji von 1638», Orinet Extremus (em alemão) (21): 69–105

- Kalsang, Ladrang (2003) [1996], The Guardian Deities of Tibet, ISBN 81-88043-04-4 (em inglês), traduzido por Thinley, Pema, Deli: Winsome Books India

- Lewis, Todd; Tuladhar, Subarna Man; Tuladhar, Labh Ratna; Schopen, Gregory (2000), Popular Buddhist Texts from Nepal: Narratives and Rituals of Newar Buddhism, ISBN 9780791446119 (em inglês), Nova Iorque: Suny Press, consultado em 2 de junho de 2018

- Linrothe, Rob (1999), Ruthless Compassion: Wrathful Deities in Early Indo-Tibetan Esoteric Buddhist Art, ISBN 9780906026519 (em inglês), Londres: Serindia Publications, consultado em 2 de junho de 2018

- Matsushita, Emi (2001), Iconography of Mahākāla (em inglês), Universidade Estadual de Ohio, consultado em 2 de junho de 2018. Tese de mestrado.

- Nebesky-Wojkowitz, René de (1996) [1956], Oracles and Demons of Tibet, ISBN 9788173030390 (em inglês), Deli: Books Faith, consultado em 2 de junho de 2018 Edição original de 1956: Oxford University Press. Reimpressão de 2002: Deli, Paljor Publications ISBN 81-86230-12-2.

- Sperling, Elliot (1994), «rTsa mi lo-ts-ba Sangs-rgyas grags-pa and the Tangut Background to Early Mongol-Tibetan Relations», Tibetan Studies: Proceedings of the 6th Seminar of the International Association for Tibetan Studies, Fagernes, 1992 (em inglês), 2, Oslo: The Institute for Comparative Research in Human Culture, pp. 801–824

- Stablein, William George (1976), The Mahākālatantra: A Theory of Ritual Blessings and Tantric Medicine (em inglês), Nova Iorque: Universidade Columbia, OCLC 315396358, consultado em 2 de junho de 2018 Tese de doutoramento.

- Stablein, William (1991), Healing Image: The Great Black One, ISBN 9780943389066 (em inglês), SLG Books, consultado em 2 de junho de 2018

- Sullivan, Bruce M. (2001), The A to Z of Hinduism, ISBN 9781461671893 (em inglês), Scarecrow Press, p. 124, consultado em 2 de junho de 2018